# C'est pas moi, c'est lui
Pour les articles homonymes, voir C’est pas moi, c’est lui (homonymie).
Pour plus de détails, voir Fiche technique et Distribution.
C'est pas moi, c'est lui est un film réalisé par Pierre Richard, sorti en 1980.

## Synopsis
Georges Vallier (Henri Garcin) est un célèbre scénariste auteur de vaudevilles. Il garde jalousement secrète l’existence de son « nègre » Pierre Renaud (Pierre Richard), non sans frustrer ce dernier.
Il invite toutefois Pierre à le remplacer à un cocktail donné par Aldo Barazzutti (Aldo Maccione), une vedette italienne du cinéma. Le prenant pour Georges Vallier, Barazzutti lui demande de l’accompagner en Tunisie pour lui écrire un scénario de film.
Saisissant l’occasion, Pierre Renaud annonce à Georges Vallier qu’il cesse de travailler pour lui et accompagne Barazzutti en Tunisie. Il compte lui avouer plus tard qu’il n’est pas réellement Georges Vallier. Pierre laisse provisoirement sa femme Charlotte (Danielle Minazzoli), sur le point d’accoucher, à Paris.
Il ignore que Barazzutti utilisait surtout ce voyage comme prétexte pour être en compagnie de sa maîtresse Valérie (Valérie Mairesse) et Pierre n’a jamais l’occasion ni de lui révéler sa véritable identité ni de lui faire part de son projet de scénario, où il délaisserait le vaudeville au profit de thèmes plus politiques. S’étant disputée avec son amant et attirée par le prestige que représente le grand Georges Vallier, Valérie se réfugie auprès de Pierre, même si ce dernier la repousse. Barazzutti jette ensuite son dévolu sur Anne-Marie (Marie-Christine Deshayes), une cliente de l’hôtel mariée à un militaire.
L’arrivée à l’hôtel tunisien du véritable Georges Vallier chamboule les plans de Pierre : il doit en effet multiplier les stratagèmes pour se cacher de Vallier tout en évitant que ce dernier ne rencontre Barazzutti. Il découvre ensuite que la présence de Georges Vallier vient du fait que celui-ci est l’amant d’Anne-Marie. C’est lorsqu’elle doit les cacher tous les deux dans le placard que Georges Vallier découvre la présence de Pierre. Les deux commentent le caractère digne d’un vaudeville de leur situation et de tous les clichés qui en découlent au moment où le mari fait irruption.
Alors qu’il voulait dîner avec Anne-Marie, Barazzutti déchante en voyant la présence du mari à ses côtés. Il fait ensuite la connaissance de Vallier… qui lui fait croire qu’il s’appelle Pierre Renaud. Cela n’arrange pas pour autant les affaires de Pierre : le mari jaloux ayant appris que l’amant de sa femme s’appelle Georges Vallier et ayant trouvé le passeport de Barazzutti sous le lit, il veut leur peau à tous les deux. Entretemps, Pierre a appris que sa femme vient d’accoucher mais ignore s’il s’agit d’un garçon ou d’une fille, la conversation téléphonique ayant été prise par Vallier, qui n’a pas jugé utile de s’enquérir des détails.
Afin d’échapper au mari d’Anne-Marie, Barazzutti et Pierre s’enfuient le plus loin possible. Tombés en panne dans le désert, ils sont capturés par une tribu de terroristes nomades. Ceux-ci relâcheront rapidement Barazzutti lorsque le chef de la tribu s’apercevra qu’il n’est qu’un acteur minable au palmarès inexistant mais décideront de garder « Georges Vallier », pour lequel ils espèrent une bonne rançon. Pierre erre donc avec la tribu pendant plusieurs mois. Lorsque l’explosion accidentelle d’une grenade décimera ses ravisseurs, il parviendra à s’échapper et à rejoindre Paris, où l’attend Charlotte… avec quatre berceaux.

## Fiche technique
- Réalisation : Pierre Richard
- Scénario : Pierre Richard, Alain Godard
- Dialogues : Alain Godard
- Assistant réalisateur : Daniel Janneau
- Musique : Vladimir Cosma
- Année : 1980
- Durée : 1h35
- Genre : Comédie

## Distribution
- Pierre Richard : Pierre Renaud
- Aldo Maccione : Aldo Barazzutti
- Valérie Mairesse : Valérie
- Danielle Minazzoli : Charlotte
- Henri Garcin : Georges Vallier
- Annette Poivre : La mère de Pierre
- Franca Valéri : Carla
- Gérard Hernandez : Le vendeur
- Frank-Olivier Bonnet : Le militaire
- Bouboule : Un déménageur
- Marcel Gassouk : Un déménageur
- Jacqueline Noëlle : La cliente au salon de coiffure
- Jacques Monnet : L'huissier
- Michel Muller: Le serveur 'qui se dégonfle'
- Philippe Brigaud: un producteur
- Louis Navarre: un producteur

## Autour du film
- Deuxième collaboration entre Pierre Richard et Aldo Maccione et deuxième succès avec 2 181 439 entrées[1] (2 534 702 entrées pour  Je suis timide mais je me soigne).
- Pierre Richard s'appelle Pierre Renaud, comme dans Je suis timide mais je me soigne
- Il existe une petite polémique autour du choix de Valérie Mairesse pour le premier rôle féminin : dans une interview, Pierre Richard a avoué que Gérard Oury lui en a voulu d'avoir choisi la comédienne pour lui donner la réplique. Selon ses dires, Oury avait eu l'idée le premier de réunir les deux comédiens pour Le Coup du parapluie, sorti quelques mois après.